# Обри, Пьер
Пьер Обри́ (фр. Pierre Aubry, 1874—1910) — французский музыковед, музыкальный палеограф, филолог-востоковед. Один из крупнейших специалистов по изучению средневековой светской музыки, к которой проявлял большой интерес, в отличие от многих предшественников, сумевший своими материалами изменить представление о той эпохе.
Получив высшее образование как лингвист (1892) и юрист (1894), работал архивистом в Париже. Выучив армянский язык, в 1900 году совершил этнографическую поездку в Туркменистан. По возвращении в Париж преподавал на музыкальном факультете Высшей школы социальных наук и в (парижской) «Schola cantorum». Совместно с Ж. Комбарье и Р. Ролланом основал журнал «Revue d’histoire et de critique musicales» (1901). Критики приписывают Обри опору на большое количество нотных первоисточников в своих работах, ощущение связи мелодии и поэзии, умение ярко описать данную эпоху и её искусство.
Пьер Обри имел широкий круг интересов: изучал ранние образцы инструментальной музыки, мотеты XIII века, искусство трубадуров и труверов, проблемы ритма в литургической поэзии и церковной музыке, также старинную французскую музыку (творчество Адама Сен-Викторского, героические песни). Применял принципы модальной расшифровки старинной нотации, основываясь на теории Франко Кёльнского, которые оспаривались некоторыми его современниками (в том числе Гуго Риманом). Обри интересовался армянской церковной музыкой, изучал музыкальный быт таджиков.
Считая себя первооткрывателем теории ритмических модусов, вызвал на дуэль другого музыковеда, претендовавшего на первенство (Ж.Бека), но погиб ещё до поединка от укола рапирой во время неудачной тренировки.

## Сочинения
- «Huit chant beroiques de I’ancienne France» (П., 1896)
- «Melanges de musicologie critique» (1-4 тома, П., 1900—1905)
- «Souvenir d’une mission d’etudes musicales an Armenie» (П., 1902)
- «Essais de musicologie comparee» (1-2 тома, П., 1903-1905)
- «Les plus anciens monuments de la musique francaise» (П., 1905)
- «Au Turkestan. Notes sur queiques babitudes musicales Chez les Tadjikes et chez les Sartes» (П., 1905)
- «La musique et les musiciens d’elgise en Normandie au XIII siecle…» (П., 1906)
- «Estampies et danses royales» (П., 1907)
- «Cent motets du XII siecle» (1-3 тома, П., 1908)
- Troubadours et trouvers. Paris, 1909; рус. пер. ("Трубадуры и труверы") под ред. М. В. Иванова-Борецкого. — М., 1932.